# Masontown (Wirginia Zachodnia)
Masontown – miasto w Stanach Zjednoczonych, w stanie Wirginia Zachodnia, w hrabstwie Preston.